# الکساندر ایپسیلانتیس

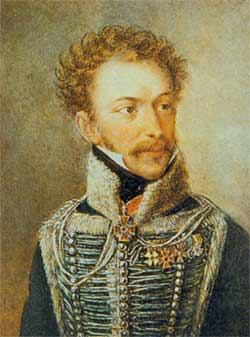
نقاشی ایپسیلانتیس با یونیفرم نظامی ارتش روسیه - دهه ۱۸۱۰ میلادی

الکساندر ایپسیلانتیس (یونانی: Αλέξανδρος Υψηλάντης؛ ۱۲ دسامبر ۱۷۹۲ – ۳۱ ژانویه ۱۸۲۸) یک نظامی اهل روسیه و ژنرال ارتش یونان بود.
وی در یکی افسران ارشد سواره نظام امپراتوری روسیه در جنگ‌های ناپلئونی و از رهبران سازمان فیلیکی اتریا در جنگ استقلال یونان در برابر امپراتوری عثمانی بود. ایپسیلانتیس که با عبور از رود پروت در شهر اسکولنی به شرق اروپا رفته بود گروه سیکرد (گروه مقدس) را در شهر والاچیا رومانی تشکیل داده و پس از حمله ارتش عثمانی مورد حمایت امپراتوری هابسبورگ و اتحاد مقدس قرار نگرفته و پس از دستگیری و پس از گذراندن هفت سال زندانی با اصرار نیکلای یکم امپراتور روسیه از زندان آزاد شد.
وی پس از آزادی در شهر وین ساکن شد و در ۲۹ ژانویه ۱۸۲۸ در اوج فقر و تهی‌دستی درگذشت.